# Toon Slegers

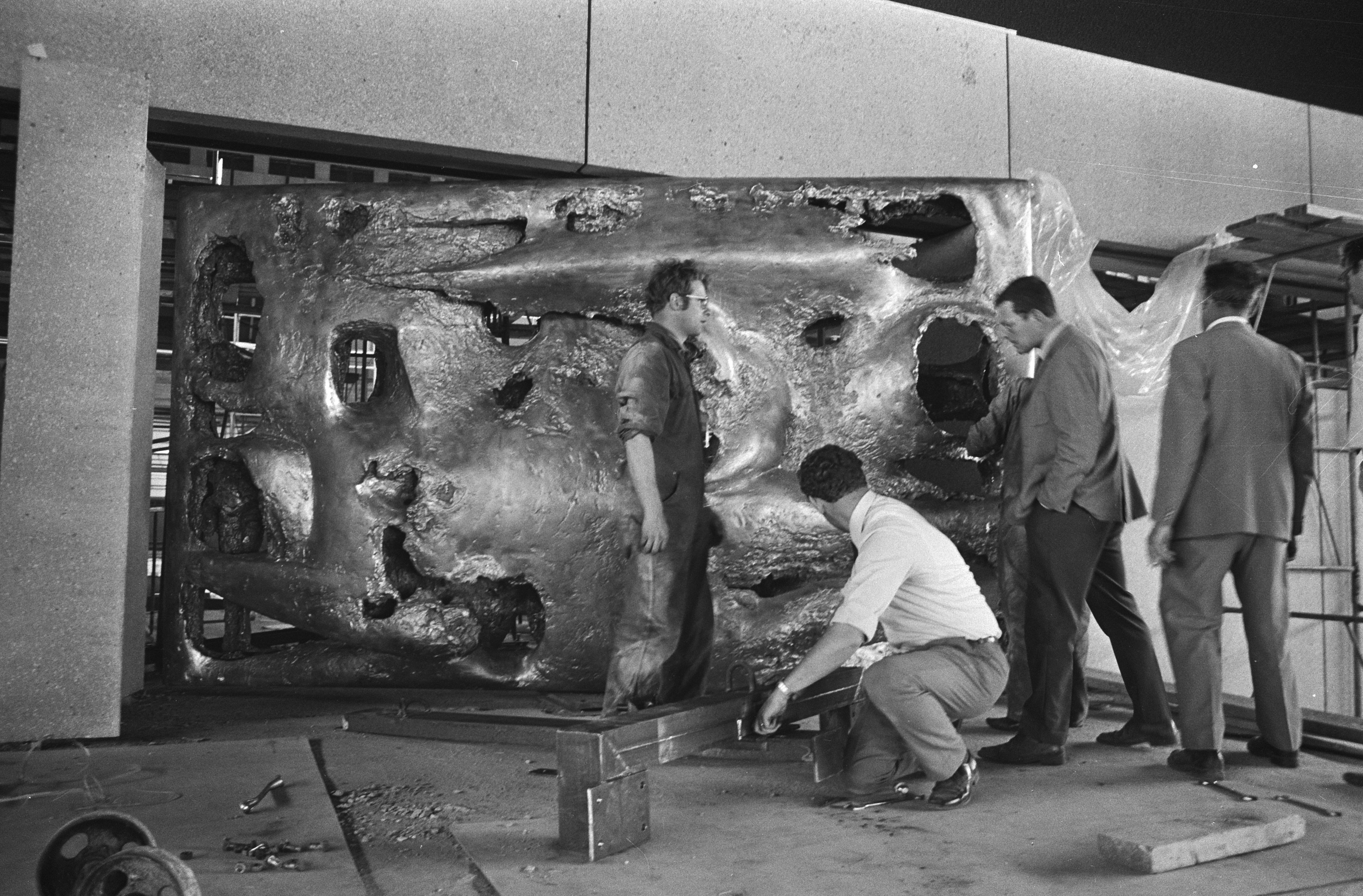
Plaatsing van de Deur, Den Bosch

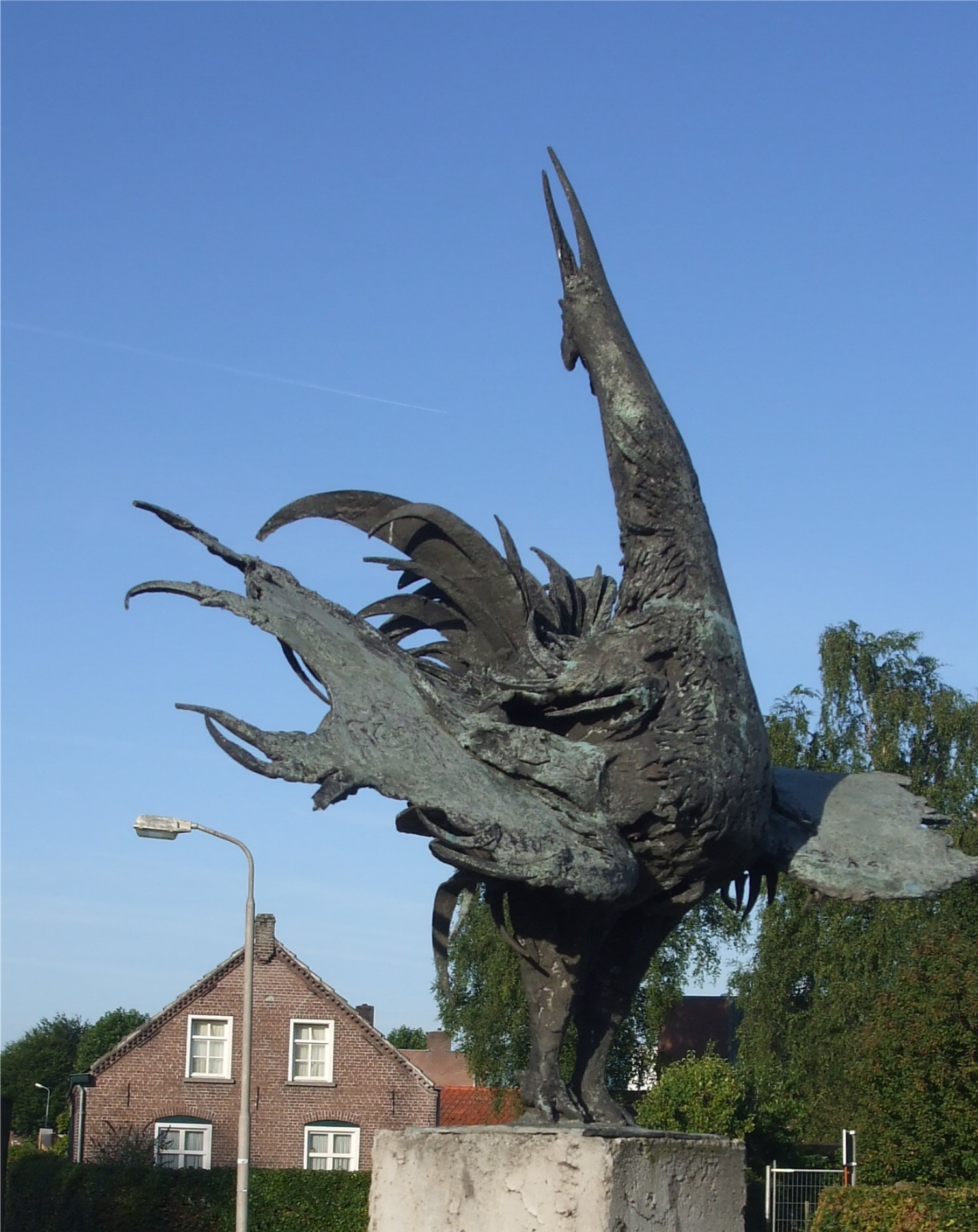
Kempense Haan bij de Standerdmolen in Bergeijk

Antonius Cornelis (Toon) Slegers (Mierlo, 7 juli 1929 – Weebosch, 3 februari 2004) was een Nederlands beeldhouwer.

## Levensloop
Toon Slegers was zoon van een decoratieschilder. Aan het eind van de Tweede Wereldoorlog werkte hij een drietal jaren op het atelier van de Eindhovense beeldhouwer Hendrik Siegers (1871-1951), waar hij het vak leerde. Vervolgens werkte hij twee jaar bij zijn oudere broer Piet, die ook beeldhouwer was en zijn opleiding bij Gijs Jacobs van den Hof had gevolgd.
Bij een kunsthandel leerde Slegers zijn toekomstige vrouw, de beeldhouwster Willy van der Putt kennen, die daar werkte. Zij was een leerling van Esser, Zadkine en Couzijn. Via haar contacten belandde Slegers in het atelier van John Rädecker in Amsterdam. Toen hij een goede atelierruimte in het Brabantse Weebosch kon krijgen, trouwde hij met Van der Putt en verplaatste hij zijn werk daar naartoe. Via groepstentoonstellingen binnen en buiten Noord-Brabant wist hij zich een naam te verwerven.
Zijn abstract-expressionistische beelden vallen op door hun asymmetrie in vorm, maar blijken compleet in balans gecomponeerd en lijken uit een fantasiewereld te komen. Monumentale opdrachten hiervoor ontving hij uit onder andere Ede, Den Bosch en Eindhoven. Zijn creatie De Bronzen Deur voor het Provinciehuis in Den Bosch leverde hem grote publiciteit op.
Een ander deel van zijn werk bestaat uit grillige, suggestieve hanen, kalkoenen en vogels, waarin men echter gedetailleerde en subtiele veren en kam kan ontdekken. Die hanen worden een belangrijk kenmerk van Slegers' werk.

## Enkele werken
- 1958 Opbouw of Maan, bij het Drenthe College aan de Beatrixlaan in Assen
- 1960 Energie, Willibrorduslaan/Hertog Lambrechtstraat, Valkenswaard
- 1962 Gevelreliëf, bij St. Thuiszorg aan de st. Josephlaan, Eindhoven
- 1964 Doorzichtige wanden Glasfabriek De Maas, Tiel
- 1967 Expansie bij Rabobank, Eindhoven
- 1969 Horizontaal, binnentuin De Weerde, Herman Gorterlaan, Eindhoven
- 1969 Dans om de aarde, Koningin Julianalaan/Raadhuisstraat, Waalre
- 1960 Vier evangelistenbeelden voor de Sint-Petruskerk in Oirschot, in opdracht van restauratie-architect Kees Geenen
- 1970 Wilskracht, bij scholengemeenschap (voorheen lts) aan de Lidwinastraat, Vught
- 1970 Gevelreliëf aan het politiebureau Kerkstraat, Helmond
- 1971 'Dikke deur', bronzen deur van de Statenzaal in het Provinciehuis in Den Bosch
- 1971 Japanse dans, Menno ter Braaklaan/Willem de Merodelaan, Delft
- 1971 Van Onrust naar Rust, Helmond
- 1972 Haan, TU Eindhoven
- 1974 Draagt elkanders lasten, binnentuin GGD, Valkenierstraat, Valkenswaard
- 1975 Natuurstroom, campus Universiteit van Tilburg
- 1983 Kattendans, bij cultureel centrum De Kattendans, Eerselsedijk, Bergeijk
- 1984 Kempens kruis voor ingangshal en bronzen deurknoppen voor de raadszaal in het gemeentehuis van Bergeijk
- 1986 Haan, bij Standaardmolen, Bergeijk
- 1990 Twaalf tekens van de dierenriem, Space Expo, Noordwijk
- 1997 Kruisbeeld en kruiswegstaties (2001), Heilig Kruiskapel aan de Kapellerweg, Luyksgestel

## Enkele solo- en groepsexposities
- 1954 met kunstenaarsgroep "Stuwing", Helmond
- 1961 Kunstenaars uit Brabant, Eindhoven
- 1963 Contour onzer beeldende kunst, Delft
- 1965 Tournee expositie "In brons bestendigd"
- 1967 Helmond Mini 13
- 1972 Overzichtstentoonstelling, Bergeijk
- 1979 Toon Slegers 50jaar, Eindhoven
- 1982 Middelheim beeldenpark, Antwerpen
- 2000 Beeldhouwer Toon Slegers 70 jaar, Eindhoven

## Galerij

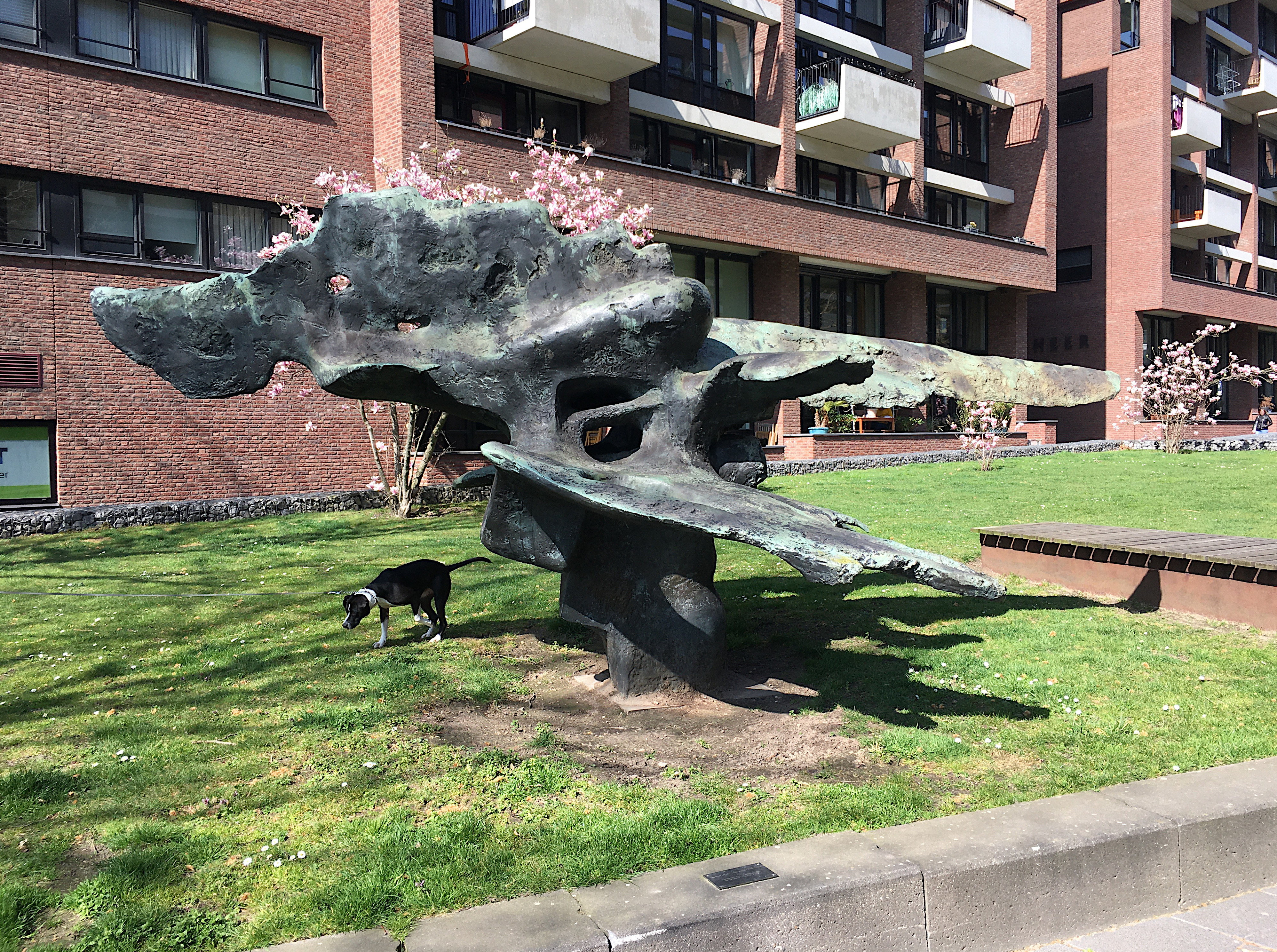
Expansie, Eindhoven
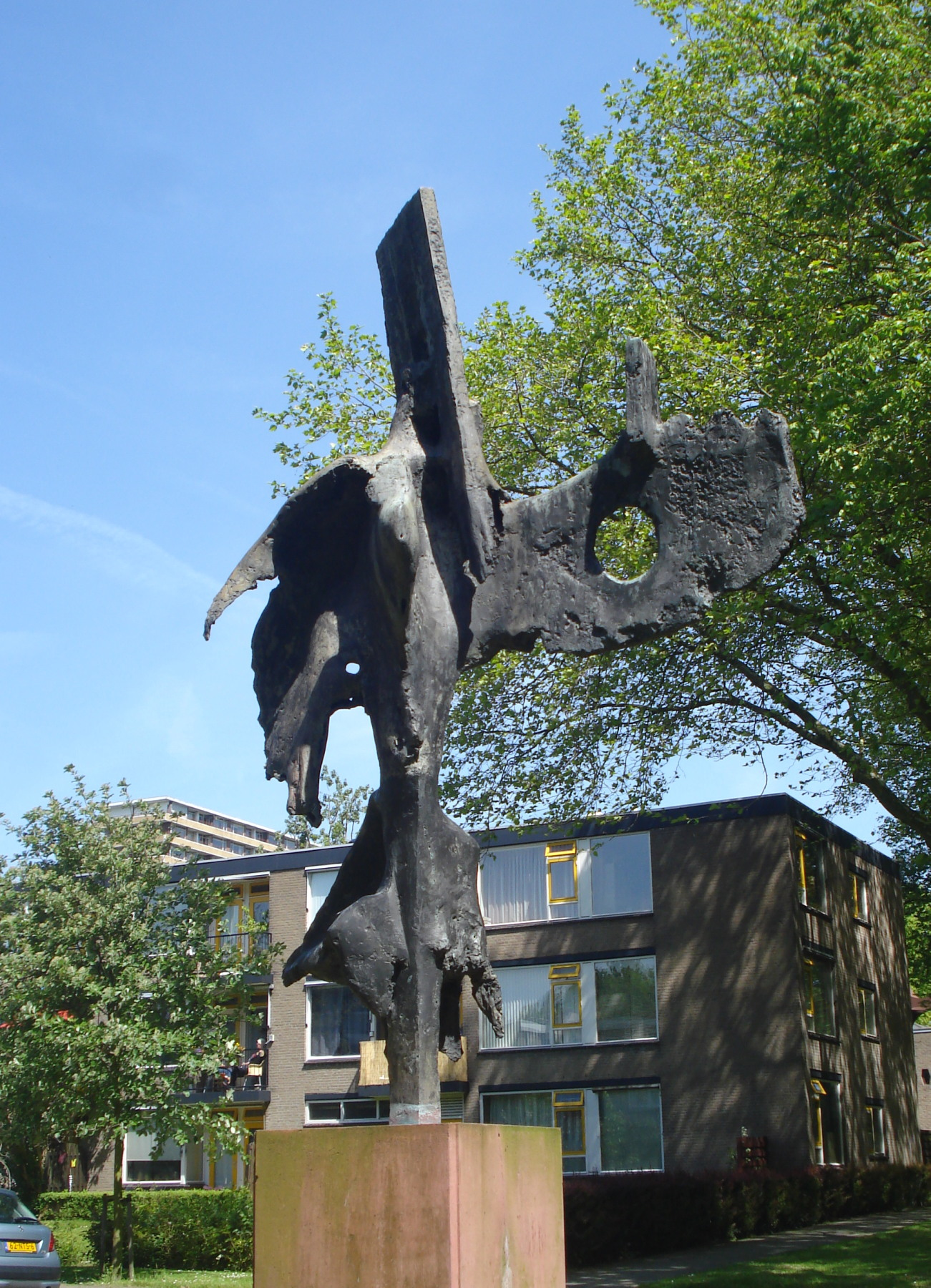
Japanse dans, Delft
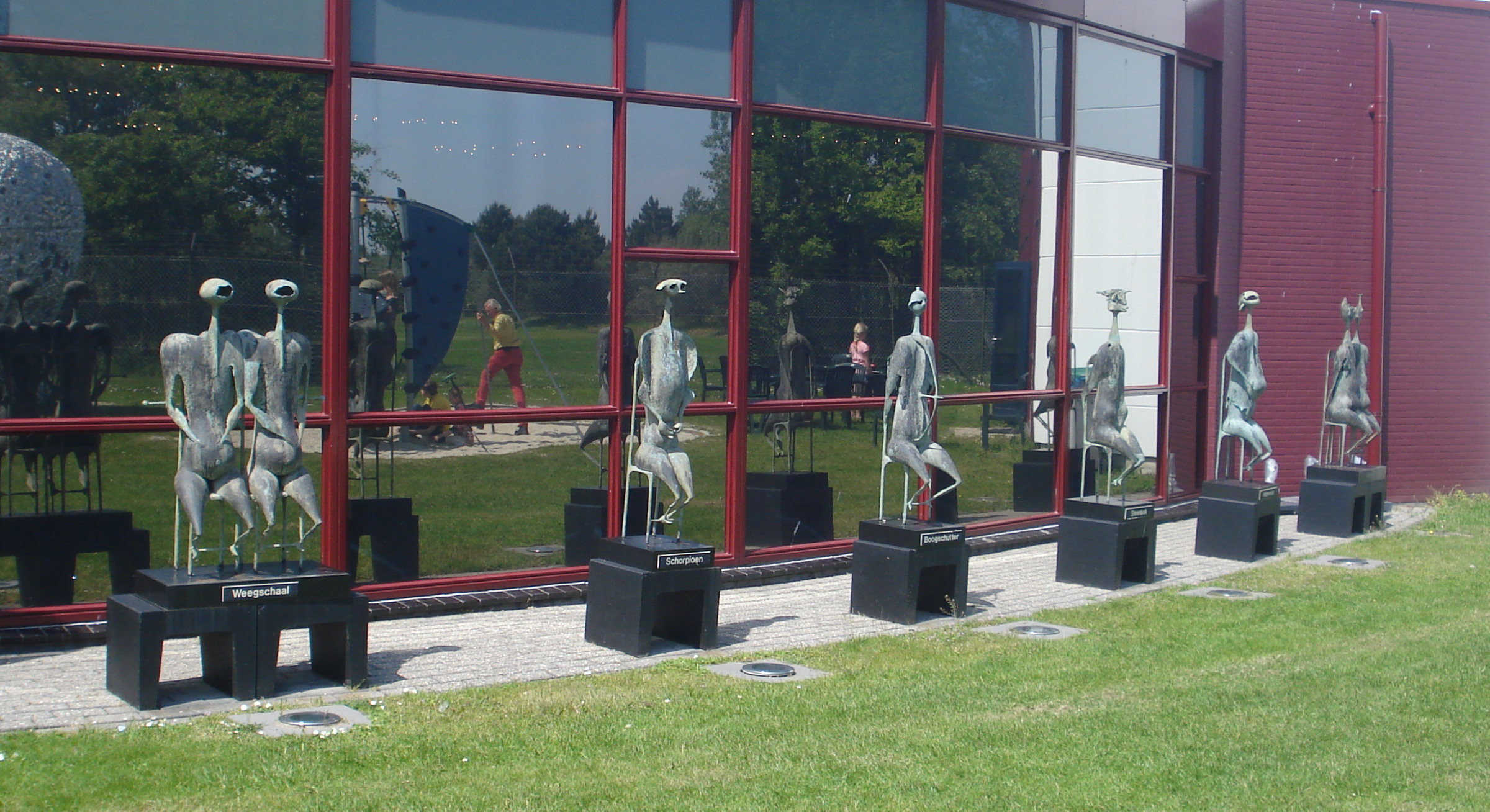
Dierenriem, Noordwijk
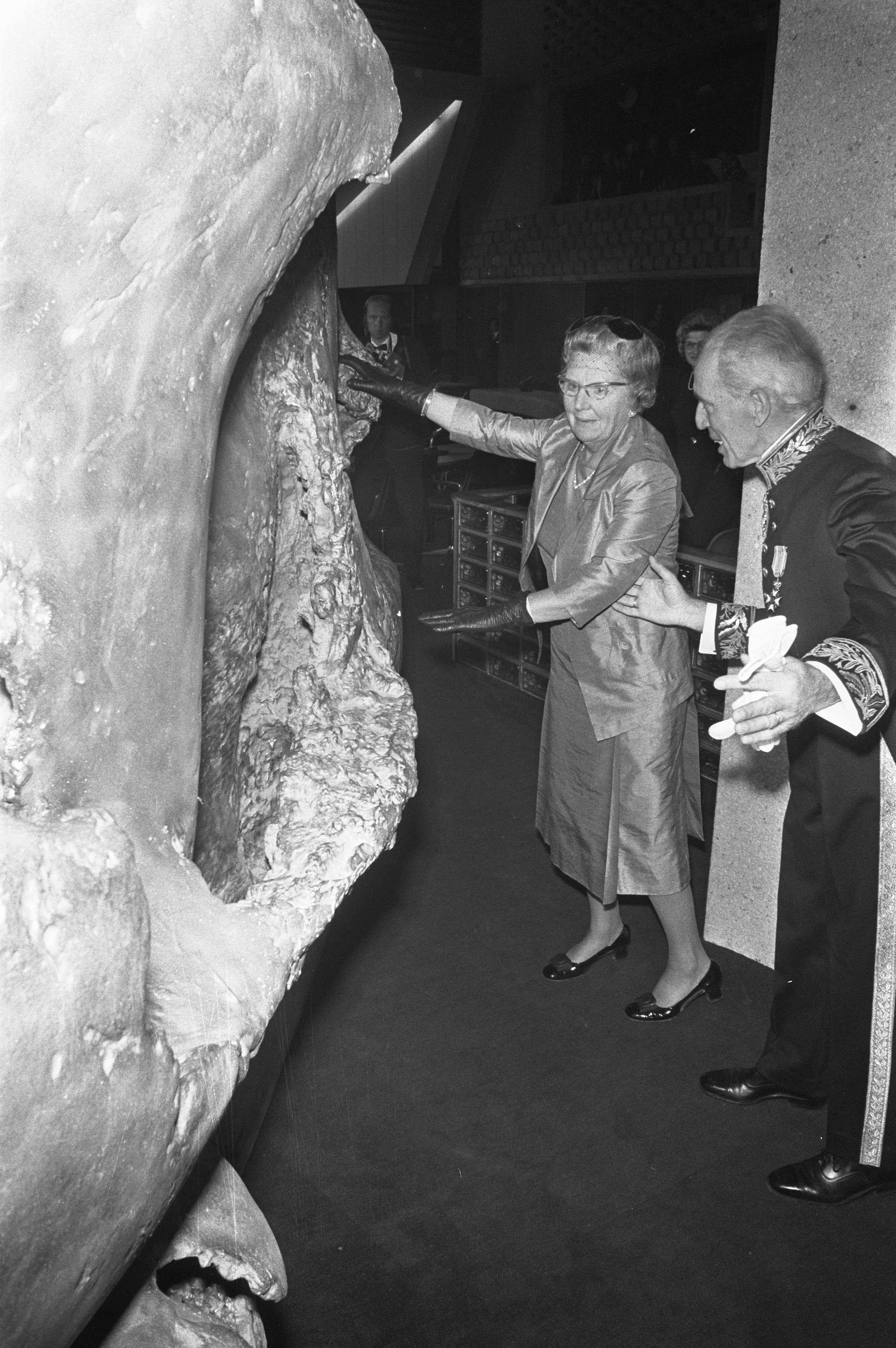
Koningin Juliana bij de Bronzen Deur

- RKD-Nederlands Instituut voor Kunstgeschiedenis: 73030